# Hans-Peter Stenzl
Nacido en 1960, Hans-Peter Stenzl forma junto a su hermano Volker Hans-Peter Stenzl el dúo de piano de la más joven generación alemana más destacado desde hace años. 
Gracias a su aparición en el concurso de 1986 retrasmitido por la red de la radiotelevisión nacional alemana, los Stenzl han recorrido la mayoría de países europeos, África occidental, América del Norte y del Sur, e incluso Japón.
En septiembre de 1999, hicieron su debut en el Suntory Resound de Tokio. Por su parte, Hans-Peter Stenzl ha sido también solicitado como jurado en concursos de música tanto nacionales como internacionales.